# Paul Escudier
Pour les articles homonymes, voir Escudier.
Paul Escudier, né le 15 mars 1858 à Paris 5e et mort le 26 octobre 1931 à Paris 9e, est un homme politique français.

## Biographie
Paul Escudier étudie à l'École libre des sciences politiques. Docteur en droit, il commence sa carrière comme avocat à Paris, il devient conseiller municipal de Paris en 1893, et conseil qu'il préside du 10 mars 1902 (élu à 43 voix contre 36) à 1903. En avril 1902, il prend la défense d'Eugénie Buffet dont le cabaret La Purée est la cible de pressions du préfet de police Louis Lépine. En 1909, il fait partie des conseillers de Paris qui mènent un vote de défiance sur le dossier Ferrer menant le conseil à sa démission. Il démissionne du conseil de Paris en 1911.
Il est député de la Seine du 24 avril 1910 jusqu'à sa mort, inscrit chez les Républicains progressistes, puis à l’Union républicaine et démocratique, le groupe parlementaire de la Fédération républicaine.
En septembre 1915, il appuie Maurice Barrès pour la création de l'insigne des blessés militaires. En mai 1920, il est nommé membre du comité directeur de la Ligue des patriotes présidée par Maurice Barrès.
Il est l’auteur du rapport à l'origine de la création de l'institut médico-légal de Paris. Ayant proposé la place du Théâtre-Français pour l’érection de la statue d’Alfred de Musset, le sculpteur Antonin Mercié l’a choisi comme modèle.
Mort d’une bronchite aiguë, il repose au cimetière du Montparnasse.